# Homecoming in Heaven
Albums de George Jones
George Jones Sings Bob Wills
(1962) My Favorites of Hank Williams
(1962)
Homecoming in Heaven est un album de l'artiste américain de musique country George Jones. Cet album est sorti en 1962 sur le label United Artists Records.

## Liste des pistes
| No  | Titre                       | Auteur                                                 | Durée |
| --- | --------------------------- | ------------------------------------------------------ | ----- |
| 1.  | Someone's Watching over You | J. P. Richardson                                       | 2:27  |
| 2.  | He Made Me Free             | Darrell Edwards                                        | 2:39  |
| 3.  | Beacon in the Night         | Darrell Edwards, Herbie Treece                         | 1:52  |
| 4.  | Matthew Twenty-Four         | Glosson                                                | 2:18  |
| 5.  | Peace in the Valley         | Thomas A. Dorsey                                       | 2:41  |
| 6.  | Wings of a Dove             | Bob Ferguson                                           | 2:04  |
| 7.  | Wandering Soul              | Bill Dudley, George Jones                              | 2:28  |
| 8.  | He's So Good to Me          |                                                        | 2:01  |
| 9.  | Magic Valley                | M. Moore, J. P. Richardson                             | 2:19  |
| 10. | Kneel at the Feet of Jesus  | Willie Nelson                                          | 2:03  |
| 11. | Homecoming in Heaven        | Walt Breeland, Paul Buskirk, Dobie Gray, Willie Nelson | 2:31  |
| 12. | My Cup Runneth Over         | Edwards                                                | 2:42  |